# パーヴェル・ルィチャゴフ
パーヴェル・ヴァシーリエヴィチ・ルィチャゴフ（ロシア語: Павел Васильевич Рычагов、1911年1月2日 - 1941年10月28日）は、ソ連の軍人。ソ連邦英雄。スペイン内戦や日中戦争、冬戦争で活躍したエース・パイロットで赤色空軍司令官にまでのぼりつめるも、スターリンを公然と批判したことで失脚、大祖国戦争の折に粛清された。

## 経歴
ロシア帝国モスクワ県ニジニエ・リホボルィの農家出身。幼少期は取り立てて目立つ事はなかったが、ラウンダーズや凧が好きな活発な少年だったという。中学卒業後、工員として働いていたが、1928年に赤軍に入隊。1930年のレニングラード軍事技術学校卒業を経て、1931年ボリソグレプスクの第2航空学校に入学。卒業後はキエフ軍管区ジトーミルの第36航空旅団隷下の第109中隊に配属される。
1936年10月20日、スペイン内戦に参戦。10月28日、ルィチャゴフら25機のI-15と25人の航空兵、36名の整備士と20名の地上要員を載せた「カール・レピン号」が共和国陣地のカルタヘナに降り立った。（のちビルバオに15機増援）。11月4日、部隊はマドリード上空にてユンカースJu 522機およびフィアット CR.322機を撃墜、一方の部隊の損害は0だった。以降11月中旬までに総計12機を撃墜する成果を上げた。
しかし勝利も束の間、16日、ルィチャゴフ自身の乗機が撃墜され、以降20日までの間に部隊の航空機の大部分が撃破や鹵獲されるという苦境に陥るも、戦闘機30機など本国からの大規模な増援で一転攻勢、以降終戦までに総計40機もの敵機を撃墜した。帰国したルィチャゴフは一躍英雄となり、12月31日にソ連邦英雄およびレーニン勲章を受章、また翌年にはわずか26歳で少将となった。
1937年12月12日、第1期連邦最高会議代議員にポルタヴァ州代表として当選。
1937年12月、ソ連空軍志願隊部隊長となり日本軍との戦闘や中国空軍航空兵の指導にあたった。1938年2月23日には、ヒョードル・ポルィーニン大尉率いるSB爆撃隊に同乗、台北の松山飛行場への爆撃を指揮。
4月上旬、モスクワ軍管区の航空隊司令官に就任するも、わずか10日で海上集団軍航空隊司令官に転任。
その後、極東軍（4月～9月）、第1赤旗軍で航空隊司令官をつとめた。
1939年11月、第9軍航空司令官に就任、冬戦争を指揮。
1940年3月、中将に昇進、また空軍総局の第一副委員を経て10月28日に空軍総局局長に就任、また翌年2月にはヨシフ・スターリンとクリメント・ヴォロシーロフの推薦で国防人民委員部副委員となる。しかし4月9日、ソ連共産党政治局の会議の場にてスターリンを批判した、いわゆる「空飛ぶ棺桶事件」で12日、解任された。
イワン・イサコフは当時の状況を次のように述べている。
このころ、ソ連共産党政治局は「内部の怠慢」から空軍への疑念を強めており、その結果ルィチャゴフの他にも幹部数名が更迭されていた。さらに追い打ちをかけるように、5月にドイツ空軍輸送機の侵入を許したことは空軍および防空軍司令官らの粛清を決定づけた。ルィチャゴフと同じくスペイン内戦の英雄エルンスト・シャハト少将やヤーコフ・スムシュケーヴィチ中将、ピョートル・プンプル中将、沿バルト軍管区司令官アレクサンドル・ロクチオノフ 上級大将、国防人民委員部防空局長グリゴリー・シュテルンらが次々と逮捕、ルィチャゴフもドイツ軍侵攻数日後の6月24日に逮捕され、レフ・ヴロジミルスキーからの拷問の末に対独協力を「自白」、妻のマリヤ・ネステレンコ少佐とともに処刑された。享年30。
1954年、名誉回復。

## エピソード
1932年の冬、操縦していたU-2練習機が着陸に失敗しそうになった。副操縦士が操縦席で機体の体勢を維持している間、ルィチャゴフは翼に乗りタイヤ代わりに使われていたスキー板を蹴って体勢を持ち直したという。

## 栄典
- ソ連邦英雄 - 1936年12月31日
- レーニン勲章（2回）
- 赤旗勲章（3回）
- 労農赤軍20周年記念章（ロシア語版）